# Újszilvás
Újszilvás est un village et une commune du comitat de Pest en Hongrie.